# Улісс (Канзас)
Улісс (англ. Ulysses) — місто (англ. city) в США, в окрузі Грант штату Канзас. Населення — 5788 осіб (2020).

## Географія
Улісс розташований за координатами 37°34′38″ пн. ш. 101°21′18″ зх. д. / 37.57722° пн. ш. 101.35500° зх. д. (37.577342, -101.354864).  За даними Бюро перепису населення США в 2010 році місто мало площу 8,44 км², з яких 8,24 км² — суходіл та 0,20 км² — водойми.

### Клімат
| Клімат : Улісс          | Клімат : Улісс | Клімат : Улісс | Клімат : Улісс | Клімат : Улісс | Клімат : Улісс | Клімат : Улісс | Клімат : Улісс | Клімат : Улісс | Клімат : Улісс | Клімат : Улісс | Клімат : Улісс | Клімат : Улісс | Клімат : Улісс |
| Показник                | Січ.           | Лют.           | Бер.           | Квіт.          | Трав.          | Черв.          | Лип.           | Серп.          | Вер.           | Жовт.          | Лист.          | Груд.          | Рік            |
| Абсолютний максимум, °C | 28,3           | 31,1           | 35,6           | 39,4           | 39,4           | 43,3           | 43,3           | 42,8           | 41,7           | 37,2           | 31,1           | 30,0           | 43,3           |
| Середній максимум, °C   | 7,8            | 10,0           | 15,0           | 20,6           | 25,6           | 30,6           | 33,9           | 32,8           | 28,3           | 21,7           | 13,9           | 7,8            | 20,7           |
| Середній мінімум, °C    | −8,9           | −6,7           | −2,8           | 2,2            | 8,3            | 14,4           | 17,2           | 16,7           | 11,1           | 3,3            | −3,3           | −8,3           | 3,7            |
| Абсолютний мінімум, °C  | −32,8          | −28,3          | −27,8          | −12,2          | −3,3           | 3,3            | 7,2            | 5,6            | −3,9           | −12,2          | −22,2          | −27,2          | −32,8          |
| Норма опадів, мм        | 12             | 11             | 27             | 35             | 54             | 69             | 61             | 68             | 40             | 36             | 14             | 14             | 441            |
| ----------------------- | -------------- | -------------- | -------------- | -------------- | -------------- | -------------- | -------------- | -------------- | -------------- | -------------- | -------------- | -------------- | -------------- |
| Джерело: weather.com    |                |                |                |                |                |                |                |                |                |                |                |                |                |

## Демографія
Згідно з переписом 2010 року, у місті мешкала 6161 особа в 2140 домогосподарствах у складі 1618 родин. Густота населення становила 730 осіб/км².  Було 2295 помешкань (272/км²).
Расовий склад населення:
| - 78,7 % — білих - 1,4 % — корінних американців - 0,7 % — чорних або афроамериканців - 0,4 % — азіатів - 16,1 % — осіб інших рас |

До двох чи більше рас належало 2,6 %. Частка іспаномовних становила 49,0 % від усіх жителів.
За віковим діапазоном населення розподілялося таким чином: 31,6 % — особи молодші 18 років, 57,7 % — особи у віці 18—64 років, 10,7 % — особи у віці 65 років та старші. Медіана віку мешканця становила 32,4 року. На 100 осіб жіночої статі у місті припадало 102,4 чоловіків;  на 100 жінок у віці від 18 років та старших — 98,7 чоловіків також старших 18 років.
Середній дохід на одне домашнє господарство  становив 72 034 долари США (медіана — 54 130), а середній дохід на одну сім'ю — 78 434 долари (медіана — 58 375). За межею бідності перебувало 11,0 % осіб, у тому числі 11,6 % дітей у віці до 18 років та 5,6 % осіб у віці 65 років та старших.
Цивільне працевлаштоване населення становило 2796 осіб. Основні галузі зайнятості: освіта, охорона здоров'я та соціальна допомога — 21,0 %, сільське господарство, лісництво, риболовля — 14,3 %, виробництво — 10,3 %, будівництво — 9,2 %.